# فهرست فرودگاه‌ها بر پایه کد ایکائو: R
فهرست فرودگاه‌ها بر پایه کد فرودگاهی ایکائو: A - B - C - D - E - F - G - H - I - J - K - L - M - N - O - P - Q - R - S - T - U - V - W - X - Y - Z
ببینید: فهرست فرودگاه‌ها بر پایه کد یاتا
نحوهٔ چینش اطلاعات:
- ایکائو؛ (یاتا)؛ نام فرودگاه؛ مکان فرودگاه

## RC–تایوان
همچنین رده و فهرست را ببینید.
- RCBS (KNH)– فرودگاه کینمن– کینمن
- RCCM (CMJ)– فرودگاه کیمی– پنگهو
- RCFG (LZN)– فرودگاه ماتسو نانگان– نانگان
- RCFN (TTT)– فرودگاه تایتونگ– Taitung
- RCGI (GNI)– فرودگاه لیودائو– Taitung
- RCKH (KHH)– فرودگاه بین‌المللی گاوشیونگ– کاوهسیونگ
- RCKU (CYI)– فرودگاه چیایی– چیایای
- RCKW (HCN)– فرودگاه هنگچون– Pingtung
- RCLY (KYD)– فرودگاه لانیو– Taitung
- RCMQ (RMQ)– فرودگاه تیچون– تایچونگ
- RCMT (MFK)– فرودگاه ماتسو بیگان– بیجانگ
- RCNN (TNN)– فرودگاه تاینان– تاینان
- RCPO (HSZ)– پایگاه هوایی هسینچو– سینچو
- RCQC (MZG)– فرودگاه ماگونگ– پنگهو
- RCSP– فرودگاه ایتو ابا آیلند– Taiping Island
- RCSQ (PIF)– فرودگاه پینگتونگ– Pingtung
- RCSS (TSA)– فرودگاه سونگشان تایپه– تایپه
- RCTP (TPE)– فرودگاه بین‌المللی تائویوان تایوان– Taoyuan
- RCWA (WOT)– فرودگاه وانگ-آن– پنگهو
- RCYU (HUN)– فرودگاه هوالین– Hualien

## RJ RO–ژاپن
همچنین رده و فهرست را ببینید.

### RJ
- RJAA (NRT)– فرودگاه بین‌المللی ناریتا– ناریتا، چیبا
- RJAF (MMJ)– فرودگاه ماتسوموتو– ماتسوموتو، ناگانو
- RJAH– فرودگاه ایباراکی (Hyakuri Airfield)– اومیتاما، ایباراکی
- RJAK– پایگاه هوایی کاسومیگوارا– کاسومیگائورا، ایباراکی
- RJAM (MUS)– فرودگاه می‌نامی توریشیما– Minamitorishima, Tokyo
- RJAN– فرودگاه نیئیجیما– Niijima, Tokyo
- RJAW (IWO)– پایگاه هوایی آیو جیما (Iwo Jima Air Base)– اوگاساوارامورا
- RJAZ– فرودگاه کوزوشیما– Kōzushima, Tokyo
- RJBB (KIX)– فرودگاه بین‌المللی کانسای– ایزومی‌سانو، اوساکا، Tajiri، سن‌نان، اوساکا
- RJBD (SHM)– فرودگاه نانکی–شیراهاما– شیراهاما، واکایاما
- RJBE (UKB)– فرودگاه کوبه– کوبه
- RJBH (HIW)– فرودگاه هیرشیما-نیشی– هیروشیما
- RJBK– فرودگاه کونان (Kounan)– اوکایاما
- RJBM– Maizuru Heliport– مایزورو، کیوتو
- RJBT (TJH)– فرودگاه تاجیما– تویواوکا، هیوگو
- RJCA– فرودگاه صحرایی آساهیگاوا– آساهیکاوا، هوکایدو
- RJCB (OBO)– فرودگاه توکاچی-اوبیهیرو (Obihiro)– اوبیهیرو، هوکایدو
- RJCC (CTS)– فرودگاه نیو چیتوز– چیتوسه، هوکایدو
- RJCH (HKD)– فرودگاه هاکوداته– هاکوداته، هوکایدو
- RJCJ– پایگاه هوایی چیتوس– چیتوسه، هوکایدو
- RJCK (KUH)– فرودگاه کوشیرو– کوشیرو، هوکایدو
- RJCM (MMB)– فرودگاه ممانبتسو– Memanbetsu, Hokkaidō
- RJCN (SHB)– فرودگاه ناکاشیبتسو– Nakashibetsu, Hokkaidō
- RJCO (OKD)– فرودگاه اوکاداما (Sapporo Okadama)– ساپورو
- RJCR (RBJ)– فرودگاه ربون– Rebun, Hokkaidō
- RJCT– فرودگاه توکاچی (formerly Obihiro Airport)– اوبیهیرو، هوکایدو
- RJCW (WKJ)– فرودگاه واکانای، هوکایدو– واکانای، هوکایدو
- RJDA– فرودگاه صحرایی آماکوسا– آماکوسا، کوماموتو
- RJDB (IKI)– فرودگاه ایکی– ایکی، ناگازاکی
- RJDC (UBJ)– فرودگاه یاماگوچی اوبه– اوبه، یاماگوچی
- RJDK– فرودگاه کامیگوتو– Shinkamigoto, Nagasaki
- RJDM– فرودگاه صحرایی متابرو– Kamimine, Saga
- RJDO– فرودگاه اوییکا (Nagasaki Ojika)– Ojika, Nagasaki
- RJDT (TSJ)– فرودگاه تسوشیما– تسوشیما، ناگازاکی
- RJEB (MBE)– فرودگاه مونبتسو (Okhotsk-Monbetsu)– مومبتسو، هوکایدو
- RJEC (AKJ)– فرودگاه آساهیکاوا، هوکایدو– آساهیکاوا، هوکایدو
- RJEO (OIR)– فرودگاه اوکوشیری– Okushiri, Hokkaidō
- RJER (RIS)– فرودگاه ریشیری– Rishirifuji, Hokkaidō
- RJFA– فرودگاه صحرایی اشییا– Ashiya, Fukuoka
- RJFC (KUM)– فرودگاه یاکوشیما– Yakushima, Kagoshima
- RJFE (FUJ)– فرودگاه فوکوئه کوکو– گوتو، ناگازاکی، Fukue, Nagasaki
- RJFF (FUK)– فرودگاه فوکوئوکا– فوکوئوکا
- RJFG (TNE)– فرودگاه نیو تانگاشیما– تانه‌گاشیما
- RJFK (KOJ)– فرودگاه کاگوشیما– کیریشیما، کاگوشیما
- RJFM (KMI)– فرودگاه مییازاکی– میازاکی
- RJFN– پایگاه هوایی نیوتابارو– Shintomi, Miyazaki
- RJFO (OIT)– فرودگاه اویتا– کونی‌ساکی، اوئیتا
- RJFR (KKJ)– فرودگاه کیتاکیوشو– کیتاکیوشو، فوکوئوکا
- RJFS (HSG)– فرودگاه سگا– Kawasoe, Saga
- RJFT (KMJ)– فرودگاه کوماموتو– Mashiki, Kumamoto
- RJFU (NGS)– فرودگاه ناگازاکی– اومورا، ناگازاکی
- RJFY– فرودگاه صحرایی کانویا– کانویا، کاگوشیما
- RJFZ– فرودگاه صحرایی تسوئیکی– Tsuiki, Fukuoka
- RJGG (NGO)– فرودگاه بین‌المللی چوبو سنترایر (Centrair)– توکونامه، آیچی
- RJKA (ASJ)– فرودگاه امامی– آمامی، کاگوشیما
- RJKB (OKE)– فرودگاه اوکینورابو– Wadomari, Kagoshima
- RJKI (KKX)– فرودگاه کیکای– Kikai, Kagoshima
- RJKN (TKN)– فرودگاه توکوشیما– Tokunoshima, Kagoshima
- RJNA (NKM)– فرودگاه صحرایی ناگویا/فرودگاه صحرایی ناگویا– ناگویا، آیچی
- RJNF (FKJ)– فرودگاه فوکوئی– Harue, Fukui
- RJNG– فرودگاه صحرایی گیفو– گیفو
- RJNH– پایگاه نیروی هوایی هالوارا– هاماماتسو
- RJNK (KMQ)– فرودگاه کوماتسو– کوماتسو، ایشیکاوا
- RJNO (OKI)– Oki Airport– Okinoshima, Shimane
- RJNS (FSZ)– فرودگاه شیزوکا– ماکینوهارا، شیزوئوکا، شیمادا، شیزوئوکا
- RJNT (TOY)– فرودگاه تویاما– تویاما
- RJNW (NTQ)– فرودگاه نوتو– واجیما، ایشیکاوا
- RJNY– پایگاه هوایی شیزوهاما– یایزو، شیزوئوکا
- RJOA (HIJ)– فرودگاه هیروشیما– میهارا، هیروشیما
- RJOB (OKJ)– فرودگاه اوکایاما– اوکایاما
- RJOC (IZO)– فرودگاه ایزومو– Hikawa, Shimane
- RJOE– فرودگاه صحرایی آکنو– ایسه، میه
- RJOF– فرودگاه صحرایی فافو– هوفو، یاماگوچی
- RJOH (YGJ)– فرودگاه میهو-یوناگو– یوناگو، توتوری
- RJOI– پایگاه نیروی هوایی، دریایی ایواکونی– ایواکونی، یاماگوچی
- RJOK (KCZ)– فرودگاه کوچی– نانکوکو، کوچی
- RJOM (MYJ)– فرودگاه ماتسویاما– ماتسویاما، اهیمه
- RJOO (ITM)– فرودگاه بین‌المللی اوزاکا (Itami)– تویوناکا، اوساکا، ایکه‌دا، اوساکا، ایتامی، هیوگو
- RJOP– Komatsushima Heliport– کوماتسوشیما، توکوشیما
- RJOR (TTJ)– فرودگاه توتوری– توتوری
- RJOS (TKS)– فرودگاه توکوشیما– Matsushige, Tokushima
- RJOT (TAK)– فرودگاه تاکاماتسو– تاکاماتسو، کاگاوا
- RJOW (IWJ)– فرودگاه ایوامی– ماسودا، شیمانه
- RJOY– فرودگاه یائو– یائو، اوساکا
- RJOZ– فرودگاه صحرایی اوزوکی– شیمونوسکی، یاماگوچی
- RJSA (AOJ)– فرودگاه ائوموری– آئوموری
- RJSC (GAJ)– فرودگاه یاماگاتا– هیگاشینه، یاماگاتا
- RJSD (SDS)– فرودگاه سادو– سادو، نیگاتا
- RJSF (FKS)– فرودگاه فوکوشیما– Tamakawa, Fukushima
- RJSH– پایگاه هوایی هاچینوهه– هاچینوهه، آئوموری
- RJSI (HNA)– فرودگاه هاناماکی– هاناماکی، ایواته
- RJSK (AXT)– فرودگاه اکیتا– آکیتا
- RJSM (MSJ)– فرودگاه میساوا/پایگاه هوایی میساوا– میساوا، آئوموری
- RJSN (KIJ)– فرودگاه نیئیگاتا– نیگاتا
- RJSO– فرودگاه گراد منطقه اومینتو– موتسو، آئوموری
- RJSR (ONJ)– فرودگاه اوداته-نوشیرو– کیتاآکیتا، آکیتا
- RJSS (SDJ)– فرودگاه سندای– ناتوری، میاگی
- RJST– فرودگاه صحرایی ماتسوشیما– Matsushima, Miyagi
- RJSU– پایگاه هوایی کاسومینومه– سندای
- RJSY (SYO)– فرودگاه شونایی– ساکاتا، یاماگاتا
- RJTA (NJA)– پایگاه امکانات هوایی اتسوگی– آیاسه، کاناگاوا
- RJTC– فرودگاه تاچیکاوا– تاچیکاوا، توکیو
- RJTE– پایگاه هوایی تاتیاما– تاتیاما، چیبا
- RJTF– فرودگاه چوفو، توکیو– چوفو، توکیو
- RJTH (HAC)– فرودگاه هاچیجوجیما– Hachijō, Tokyo
- RJTI– بالگردگاه توکیو– کوتو، توکیو
- RJTJ– پایگاه هوایی ایروما– ایروما، سایتاما
- RJTK– پایگاه هوایی کیسارازو– کیسارازو، چیبا
- RJTL– پایگاه هوایی شیموفوسا– Shimofusa, Chiba
- RJTO (OIM)– فرودگاه اوشیما– ایزواوشیما
- RJTQ (MYE)– فرودگاه مییاکجیما– میاکجیما
- RJTR– فرودگاه کمپ زیما– زاما، کاناگاوا
- RJTS– Soumagahara Heliport– مائه‌باشی، گونما
- RJTT (HND)– فرودگاه هانه‌دا (Haneda)– اوتا، توکیو
- RJTU– فرودگاه صحرایی آتسونومیا– اوتسونومیا، توچیگی
- RJTY (OKO)– پایگاه هوایی یاکوتا– فوسا، توکیو

### RO
- ROAH (OKA)– فرودگاه ناها/پایگاه هوایی ناها– ناها، اوکیناوا
- RODN (DNA)– پایگاه هوایی کادنا– اوکیناوا
- ROIG (ISG)– فرودگاه ایشیگاکی– ایشیگاکی، اوکیناوا
- ROIT– Oitakenou Airport– بونگو-اونو، اوئیتا
- ROKJ (UEO)– فرودگاه کومیما– Kumejima, Okinawa
- ROKR (KJP)– فرودگاه کراما– Zamami, Okinawa
- ROMD (MMD)– فرودگاه می‌نامی-دایتو (New Minamidaito)– Minamidaitō, Okinawa
- ROMY (MMY)– فرودگاه مییاکو– میاکوجیما، اوکیناوا
- RORA (AGJ)– فرودگاه اگونی– اگونی، اوکیناوا
- RORE (IEJ)– فرودگاه یجیما– Ie, Okinawa
- RORH (HTR)– فرودگاه هاتروما– Taketomi, Okinawa
- RORK (KTD)– فرودگاه کیتادایتو– Kitadaito, Okinawa
- RORS (SHI)– فرودگاه شیموجیشیما– میاکوجیما، اوکیناوا
- RORT (TRA)– فرودگاه تاراما– Tarama, Okinawa
- RORY (RNJ)– فرودگاه یورون– Yoron, Kagoshima
- ROTM– پایگاه نیروی هوایی، دریایی فوتنما– گینووان، اوکیناوا
- ROYN (OGN)– فرودگاه یوناگونی– Yonaguni, Okinawa

## RK–کره جنوبی
همچنین رده و فهرست را ببینید.
- RKDD– Dokdo Heliport– صخره‌های لیانکورت(Dokdo) (Ulleung)
- RKJB (MWX)– فرودگاه بین‌المللی موان– Muan
- RKJJ (KWJ)– فرودگاه گوانگجو– گوانگجو
- RKJK (KUV)– فرودگاه گانسان / پایگاه هوایی گانسان– گانسان
- RKJM (MPK)– فرودگاه موکپو– Yeongam County (near موکپو)
- RKJY (RSU)– فرودگاه یئوسو– یئوسو
- RKND (SHO)– فرودگاه سوکچو (closed in favour of فرودگاه بین‌المللی یانگ‌یانگ)– Sokcho
- RKNN (KAG)– پایگاه هوایی گنگنیونگ– گانگ‌نئونگ
- RKNW (WJU)– فرودگاه ونجو– ونجو
- RKNY (YNY)– فرودگاه بین‌المللی یانگ‌یانگ– Yangyang County
- RKPC (CJU)– فرودگاه بین‌المللی ججو– ججو
- RKPD (JDG)– Jungseok Airport– Seogwipo (ججو-دو)
- RKPK (PUS)– فرودگاه بین‌المللی گیمهی– بوسان
- RKPS (HIN)– فرودگاه ساچئون– ساچئون
- RKPU (USN)– فرودگاه اولسان– اولسان
- RKSG– Camp Humphreys– پیونگتائک
- RKSI (ICN)– فرودگاه بین‌المللی اینچن– اینچئون (near سئول)
- RKSM (SSN)– فرودگاه نظامی سئول– سئونگنام
- RKSO (OSN)– پایگاه هوایی اوسان– اوسان
- RKSS (GMP)– فرودگاه بین‌المللی گیمپو– سئول
- RKTE– فرودگاه سئونگمو– چئونگ‌جو
- RKTH (KPO)– فرودگاه پوهانگ– پوهانگ
- RKTN (TAE)– فرودگاه بین‌المللی دائجو– دائجو
- RKTU (CJJ)– فرودگاه بین‌المللی چئونگ‌جو– چئونگ‌جو
- RKTY (YEC)– Yecheon Air Base– Yecheon

## RP–فیلیپین
همچنین رده و فهرست را ببینید.
- RPEN (ENI)– فرودگاه ال نیدو (private)– El Nido، پالاوان
- RPLA– Pinamalayan Airport– Pinamalayan، میندورو شرقی
- RPLB (SFS)– فرودگاه بین‌المللی سوبیک بی– Subic Bay Freeport Zone، باتاآن
- RPLC (CRK)– فرودگاه بین‌المللی کلارک/Clark Air Base (military) – Clark Freeport Zone
- RPLG– Wasig Airport– Mansalay، میندورو شرقی
- RPLI (LAO)– فرودگاه بین‌المللی لاواگ– Laoag City، ایلوکوس شمالی
- RPLJ– Jomalig Airport– Jomalig، کزون
- RPLL (MNL)– فرودگاه بین‌المللی نینوی آکوئینو (Manila International Airport)/پایگاه هوایی ویلامور (military)– کلانشهر مانیل
- RPLN– فرودگاه پالانان– Palanan، ایزابلا
- RPLO (CYU)– فرودگاه کویو– Cuyo، پالاوان
- RPLP (LGP)– فرودگاه لگازپای– Legazpi City، آلبای
- RPLQ– Crow Valley Gunnery Range (military)– Capas، تارلاک
- RPLR– Rosales Airport– Rosales، پانگاسینان
- RPLS (SGL)– Atienza Air Base (military) (formerly پایگاه هوایی نیول سنگلی پوینت)– Cavite City، کاویته
- RPLT– فرودگاه ایتبایات– Itbayat، باتانه
- RPLU (LBX)– فرودگاه لوبانگ– Lubang، میندورو غربی
- RPLV– فورت مگسایسای (military)– Palayan City، نوئه‌وا اکیجا
- RPLX– Kindley Landing Field (Corregidor)– Cavite City، کاویته
- RPLY– Alabat Airport– Perez، کزون
- RPLZ– Sorsogon Airport– Sorsogon City، سوروسوگون
- RPMA (AAV)– فرودگاه الله ولی– Surallah، کوتاباتو جنوبی
- RPMB– Rajah Buayan Air Base (military)– جنرال سانتوس (formerly assigned to پایگاه هوایی کوبی, now RPLB - Subic Bay International Airport)
- RPMC (CBO)– فرودگاه آوانگ (Cotabato Airport)– Datu Odin Sinsuat، ماگوئیندانائو (formerly assigned to Cebu-Lahug Airport, now closed)
- RPMD (DVO)– فرودگاه بین‌المللی فرانسیسکو بنگویی– داوائو سیتی
- RPME (BXU)– فرودگاه بانکسی (Butuan Airport)– Butuan City
- RPMF (BPH)– فرودگاه بیسلیگ– Bislig City، سوریگائو جنوبی
- RPMG (DPL)– فرودگاه دیپولوگ– Dipolog City، زامبوانگا شمالی
- RPMH (CGM)– فرودگاه کامیگوئین– Mambajao، کامیگوئین
- RPMI (IGN)– فرودگاه ماریا کریستینا (Iligan Airport)– Baloi، لانائو شمالی
- RPMJ (JOL)– فرودگاه جولو– Jolo، سولو (فیلیپین)
- RPMK– Tacurong Airport (Kenram Airport)– Tacurong City، سلطان کودرت (formerly assigned to Clark Air Base, now RPLC - Diosdado Macapagal (Clark) International Airport)
- RPML (CGY)– فرودگاه لومبیا (Cagayan de Oro Airport)– Cagayan de Oro City (formerly assigned to فرودگاه بین‌المللی لاواگ, now RPLI)
- RPMM (MLP)– Malabang Airport– Malabang، لانائو جنوبی (formerly assigned to Ninoy Aquino (Manila) International Airport, now RPLL)
- RPMN (SGS)– فرودگاه سنگاسنگا (Bongao Airport)– Bongao، تاوی تاوی
- RPMO (OZC)– فرودگاه لابو (Ozamiz Airport)– Ozamiz City، میسامی غربی
- RPMP (PAG)– فرودگاه پاگادیان– Pagadian City، زامبوانگا جنوبی (formerly assigned to فرودگاه لگازپای, now RPLP)
- RPMQ (MXI)– فرودگاه ایملدا آر. مارکوس (Mati Airport)– Mati، داوائو شرقی
- RPMR (GES)– فرودگاه بین‌المللی ژنرال سانتوس– جنرال سانتوس (formerly assigned to a weather station in Romblon Island)
- RPMS (SUG)– فرودگاه سوریگائو– Surigao City، سوریگائو شمالی (formerly assigned to پایگاه هوایی نیول سنگلی پوینت, now RPLS - Atienza Air Base)
- RPMT– Del Monte Plantation Airstrip (private)– Manolo Fortich، بوکیدنون (formerly assigned to پایگاه هوایی مکتان, now part of RPVM - Mactan-Cebu International Airport)
- RPMU– فرودگاه کگایان دو سولو– Mapun، تاوی تاوی
- RPMV (IPE)– فرودگاه آیپیل– Ipil، زامبوانگا سیبوگای
- RPMW (TDG)– فرودگاه تانداگ– Tandag، سوریگائو جنوبی
- RPMX– Liloy Airport– Liloy، زامبوانگا شمالی
- RPMY– Malaybalay Airport– Malaybalay City، بوکیدنون
- RPMZ (ZAM)– فرودگاه بین‌المللی زامبونگا– Zamboanga City
- RPNO (XSO)– Siocon Airport– Siocon، زامبوانگا شمالی
- RPNS (SOS)– فرودگاه سیک (Siargao Airport)– Del Carmen، سوریگائو شمالی
- RPOB– Pagbilao Grande Airport (private)– Pagbilao، کزون
- RPPN– Rancudo Airfield (military)– Kalayaan، پالاوان
- RPSB– فرودگاه بانتایان– Santa Fe، جزیره سبو
- RPSD (RZP)–  Taytay-Sandoval Airport  (Cesar Lim Rodriguez Airport)– Taytay، پالاوان
- RPSG (ICO)– Sicogon Airport– Carles، ایلوئیلو
- RPSM– فرودگاه پانان-آوان– Maasin City، لیته جنوبی
- RPSN– فرودگاه اوبای– Ubay، بهل (فیلیپین)
- RPSR– Semirara Airport (private)– Caluya، آنتیک
- RPTP– Tarumpitao Point Airport– Rizal، پالاوان
- RPUA– Aparri Airport– Aparri، کاگایان
- RPUB (BAG)– فرودگاه لواکان– باگیو
- RPUC– Cabanatuan Airport– Cabanatuan City، نوئه‌وا اکیجا
- RPUD (DTE)– فرودگاه باگاسباس– Daet، کامارینه شمالی
- RPUE– Lucena Airport– Lucena City
- RPUF– پایگاه هوایی باسا (military)– Floridablanca، پامپانگا
- RPUG– فرودگاه لینگاین– Lingayen، پانگاسینان
- RPUH (SJI)– فرودگاه سن جزح (میندرو)– San Jose، میندورو غربی
- RPUI– فرودگاه آیبا– Iba، زامباله
- RPUJ– Castillejos Airfield (private)– Castillejos، زامباله
- RPUK (CPP)– Calapan Airport– Calapan City، میندورو شرقی
- RPUL– پایگاه هوایی فرناندو (military)– Lipa City، باتانگا
- RPUM (MBO)– Mamburao Airport– Mamburao، میندورو غربی
- RPUN (WNP)– فرودگاه ناگا (Pili Airport)– Pili، کامارینه جنوبی
- RPUO (BSO)– فرودگاه باسکو– Basco، باتانه
- RPUP– Jose Panganiban Airport– Jose Panganiban، کامارینه شمالی
- RPUQ– فرودگاه میندورو (Vigan Airport)– ویگان (فیلیپین)، ایلوکوس جنوبی
- RPUR (BQA)– فرودگاه دکتر جوآن سی آنگرا– بالر (فیلیپین)، آرورا (فیلیپین)
- RPUS (SFE)– فرودگاه سن فرناندو (فیلیپپین) (Poro Point Airport)– San Fernando City، لا یونیون
- RPUT (TUG)– فرودگاه تاگیگارائو– Tuguegarao City، کاگایان
- RPUU– Bulan Airport– Bulan، سوروسوگون
- RPUV (VRC)– فرودگاه ویراک– Virac، کاتاندوانه
- RPUW (MRQ)– فرودگاه ماریندوک– Gasan، ماریندوک
- RPUX– فرودگاه پلاریدل– Plaridel، بولاکان
- RPUY (CYZ)– فرودگاه کوایان– Cauayan City، ایزابلا
- RPUZ– فرودگاه باگاباگ– Bagabag، نوئه‌وا ویزکایا
- RPVA (TAC)– فرودگاه دنیل ز. روموالدز (Tacloban Airport)– تاکلوبان
- RPVB (BCD)– فرودگاه بین‌المللی باکولود-سیلای– Silay City، نگرو غربی
- RPVC (CYP)– فرودگاه کالبایوگ– Calbayog City، سامار
- RPVD (DGT)– فرودگاه سیبولان (Dumaguete Airport)– Sibulan، نگرو شرقی
- RPVE (MPH)– فرودگاه گدفریدو پی راموس (Caticlan Airport)– Malay، آکلان
- RPVF (CRM)– فرودگاه کتارمان نشنل– Catarman، سامار شمالی
- RPVG– فرودگاه گوئی‌یوان– Guiuan، سامار شرقی
- RPVH (HIL)– فرودگاه هیلنگس– Hilongos، لیته
- RPVI (ILO)– فرودگاه بین‌المللی ایلوئیلو– Cabatuan، ایلوئیلو
- RPVJ (MBT)– فرودگاه مواسه ر. اسپینوزا– Masbate City، ماسباته
- RPVK (KLO)– فرودگاه بین‌المللی کالیبو– Kalibo، آکلان
- RPVL– Roxas-del Pilar Airport– Roxas، پالاوان
- RPVM (CEB)– فرودگاه بین‌المللی مکتان-کبو– Lapu-Lapu City
- RPVN– Medellin Airport[نیازمند ابهام‌زدایی]– Medellin، جزیره سبو
- RPVO (OMC)– فرودگاه اورموک– اورموک
- RPVP (PPS)– فرودگاه بین‌المللی پورتو پرینسسا– پورتوپرنسس
- RPVQ– فرودگاه بیلیران (Naval Airport)– Naval، بیلیران
- RPVR (RXS)– فرودگاه رخس– Roxas City، کاپیز
- RPVS (EUQ)– فرودگاه اولیو هاویر (Antique Airport)– San Jose de Buenavista، آنتیک
- RPVT (TAG)– فرودگاه تاگبیلاران– تاگبیلاران، بهل (فیلیپین)
- RPVU (TBH)– فرودگاه تاگدن (Tablas/Romblon Airport)– Tablas، رومبلون
- RPVV (USU)– فرودگاه فرانسیسکو بی. ریز (Busuanga Airport)– Coron، پالاوان
- RPVW– فرودگاه بورونگان– Borongan، سامار شرقی
- RPVX– Dolores Airport– Dolores، سامار شرقی
- RPVY– فرودگاه کتبالوگان– Catbalogan، سامار
- RPVZ also RPSQ– Siquijor Airport– Siquijor، سیکیخور
- RPWV– Buenavista Airfield– Buenavista، آگوسان شمالی
- RPXX– used for civilian airports and airstrips with no ICAO code yet
- RPZZ– used for military airports and airstrips with no ICAO code yet

OBSOLETE CODES:
- RPAF– Nichols Field/پایگاه هوایی ویلامور (now part of RPLL - Ninoy Aquino International Airport)
- RPBY– فرودگاه اوبای (now RPSN)
- RPCA– فرودگاه کتبالوگان (now RPVY)
- RPCU– فرودگاه کویو (now RPLO)
- RPNA– فرودگاه بیلیران (Naval Airport) (now RPVQ)
- RPPA– فرودگاه پالانان (now RPLN)
- RPSI– فرودگاه سیک (Siargao Airport) (now RPNS)
- RPWA– فرودگاه الله ولی (now RPMA)
- RPWB– Rajah Buayan Air Base (now RPMB)
- RPWC– فرودگاه آوانگ (now RPMC)
- RPWD– فرودگاه بین‌المللی فرانسیسکو بنگویی (now RPMD)
- RPWE– فرودگاه بانکسی (Butuan Airport) (now RPME)
- RPWG– فرودگاه دیپولوگ (now RPMG)
- RPWI– فرودگاه لابو (Ozamiz Airport) (now RPMO)
- RPWJ– فرودگاه جولو (now RPMJ)
- RPWK– Tacurong Airport (Kenram Airport) (now RPMK)
- RPWL– فرودگاه لومبیا (now RPML)
- RPWM– Malabang Airport (now RPMM)
- RPWN– فرودگاه سنگاسنگا (Tawi-Tawi Airport) (now RPMN)
- RPWP– فرودگاه پاگادیان (now RPMP)
- RPWS– فرودگاه سوریگائو (now RPMS)
- RPWT– Del Monte Plantation Airstrip (now RPMT)
- RPWW– فرودگاه تانداگ (now RPMW)
- RPWX– فرودگاه ماریا کریستینا (Iligan Airport) (now RPMI)
- RPWY– Malaybalay Airport (now RPMY)
- RPWZ– فرودگاه بیسلیگ (now RPMF)
- RPXC– Crow Valley Gunnery Range (now RPLQ)
- RPXI– فرودگاه ایتبایات (now RPLT)
- RPXJ– Jomalig Airport (now RPLJ)
- RPXG– فرودگاه لوبانگ (now RPLU)
- RPXM– فورت مگسایسای (now RPLV)
- RPXP– Wallace Air Station (Poro Point) (reassigned RPLW– now also obsolete– upon closure of this US military facility it was converted to RPUS– San Fernando Airport)
- RPXR– Kindley Landing Field (Corregidor) (now RPLX)
- RPXT– Alabat Airport (now RPLY)
- RPXU– Sorsogon Airport (now RPLZ)

NOTE: Under the current ICAO code scheme, airports in the لوزون island group (including the Cuyo Islands but excluding ماسباته and the rest of پالاوان) are assigned RPLx and RPUx codes; those in the ویسایا, Masbate and Palawan (excluding Cuyo), RPVx and RPSx; and those in میندانائو, RPMx and RPNx. Airports whose codes and names are struck out may be obsolete as they do not fit the current scheme.